# Sultanato di Haban
Il Wahidi Habban (in arabo : واحدي حبان Wahidi Habban), ufficialmente Sultanato Wahidi di Haban (in arabo: سلطنة الواحدي حبان Saltanat al-Wahidi Habban), fu uno stato membro del Protettorato di Aden. La sua capitale era Habban. L'ultimo sultano, Husayn ibn Abd Allah Al Wahidi, fu deposto e lo Stato è stato abolito nel 1967 alla fondazione della Repubblica Democratica Popolare dello Yemen. L'area oggi è parte dello Yemen.

## Storia
Lo Stato predecessore, il Sultanato Wahidi (Saltanat al-Wahidiyya), venne istituito in una data incerta. Nel 1830 tale regno si divise in quattro stati:
- Sultanato Wahidi di Ba'l Haf (Saltanat Ba al-Haf al-Wahidiyya);
- Sultanato Wahidi di `Azzan (Saltanat` Azzan al-Wahidiyya);
- Sultanato Wahidi di Bi´r `Ali `Amaqin (Saltanat Bi'r `Ali `Amaquin al-Wahidiyya);
- Sultanato Wahidi di Habban (Saltanat Habban al-Wahidiyya).

Il 4 maggio 1881 Ba'l Haf e `Azzan si unirono. Nel 1888 il Sultanato Wahidi di Ba'l Haf e quello di `Azzan divennero protettorati britannici. Nel 1895 anche Bi´r `Ali `Amaqin venne posto sotto la protezione britannica. Il 23 ottobre 1962 il sultanato si riunì prendendo il nome di Sultanato Wahidi (al-Saltana al-Wahidiyya), mentre Bi'r `Ali e Habban rimasero sultanati subordinati. Il 29 novembre 1967 con l'indipendenza della Repubblica Popolare dello Yemen del Sud vennero aboliti tutti gli stati monarchici.

## Elenco dei sultani
I regnanti portavano il titolo di Sultan Habban al-Wahidi.
- al-Husayn ibn Ahmad al-Wahidi (1830 - 1840)
- `Abd Allah ibn al-Husayn al-Wahidi (1850 - 1870)
- Ahmad ibn al-Husayn al-Wahidi (1870 - 1877)
- Salih ibn Ahmad al-Wahidi (1877 - maggio 1881)
  - Interregno (maggio 1881 - gennaio 1885)
- Nasir ibn Salih al-Wahidi (gennaio 1885 - 1919)
- al-Husayn ibn `Ali al-Wahidi (1919 - 19..)
- al-Husayn ibn `Abd Allah al-Wahidi (c. 1962 - 23 ottobre 1962) (ha continuato a regnare come sovrano subordinato fino al 29 novembre 1967)